# Гурвич, Абрам Соломонович
Абра́м Соломо́нович Гу́рвич (30 января [11 февраля] 1897, Баку — 18 ноября 1962, Москва) — советский литературовед и театральный критик, член Союза писателей СССР с 1938 года. В конце 1940-х годов, во время кампании борьбы с так называемыми «безродными космополитами», был одним из главных объектов газетной травли.
Гурвич известен также как шахматный композитор — он мастер спорта СССР по шахматной композиции (1957), судья международной категории. Представлял общество «Буревестник» (Москва). Всего составил более 80 этюдов, 46 из них отмечены отличиями на шахматных конкурсах, в том числе 12 этюдов получили первые призы. В 1962 году победил на VI личном чемпионате СССР по этюдам, дважды занимал на этих чемпионатах второе место (1929, 1955). Автор яркой полемической статьи «Шахматная поэзия» об этюдной композиции и её художественной ценности. Писатель и этюдист Александр Казанцев назвал Гурвича классиком шахматного этюда и основоположником этюдной эстетики.

## Биография
Абрам Гурвич родился в Баку.
Начиная с 1925 года опубликовал ряд литературоведческих работ, в основном посвящённых пьесам советских драматургов и писателей: Н. Ф. Погодина, А. Ф. Афиногенова, А. М. Файко, В. М. Киршона, В. А. Кочетова и других. Женился на актрисе Азербайджанского театра русской драмы Ольге Левыкиной. С 1925 по 1929 год работал редактором шахматного отдела газеты «Бакинский рабочий», руководил ежегодными шахматными конкурсами в этой газете. Первый шахматный этюд опубликовал в 1926 году.
В 1930-е годы переехал в Москву и прекратил составление этюдов, хотя часто выступал судьёй многочисленных советских шахматных конкурсов. В 1938 году принят в члены Союза писателей СССР. В 1940 году состоял членом Комитета по Сталинским премиям в области литературы и искусства (лауреатом тогда стал роман «Тихий Дон»).
(«Правда», 28 января 1949 года)
А. Гурвич делает злонамеренную попытку противопоставить советской драматургии классику, опорочить советскую драматургию… А какое представление может быть у А. Гурвича о национальном характере русского советского человека, если он пишет, что… «русским людям не чуждо и благодушие». Поклёп это на русского советского человека. Гнусный поклёп.
В то время, когда перед нами со всей остротой стоят задачи борьбы против безродного космополитизма, против проявлений чуждых народу буржуазных влияний, эти критики не находят ничего лучшего, как дискредитировать наиболее передовые явления нашей литературы… Этой же, с позволения сказать, «работой» занимаются, как мы видели, А. Гурвич, Ю. Юзовский и другие. Их пустой, раздутый «авторитет» до сих пор еще не разоблачен по-настоящему. Порочные взгляды критиков Борщаговского, Гурвича, Юзовского, Варшавского, Бояджиева, стоящих на позициях антипатриотических, питают всякого рода чуждые народу извращения в деятельности ряда критиков.
В 1949 году Гурвич, наряду с другими, попал под огонь партийной кампании борьбы с «безродными космополитами». 28 января 1949 года в газете «Правда» появилась разгромная редакционная статья «Об одной антипатриотической группе театральных критиков», см. врезку справа.
Выражение «гурвичи и юзовские» многократно использовалось в ходе начавшейся кампании как стандартное газетное клеймо «космополитов»; использовались также эпитеты «двурушники и предатели». Затравленный Гурвич тяжело и надолго заболел, до конца жизни передвигался с трудом. Опасаясь ареста, он вынужден был направить в «Правду» покаянное письмо. Вскоре умерла жена Ольга Левыкина, актриса театра Моссовета, тяжело переживавшая трагедию мужа.
В 1949 году Секретариат Союза советских писателей поставил вопрос об исключении Гурвича и других ошельмованных лиц из Союза писателей. Однако кампания уже шла на убыль, и обсуждение вопроса затянулось, из всего списка попал под исключение (и под арест) только Иоганн Альтман. Вскоре после смерти Сталина вопрос был снят. Членом КПСС Гурвич никогда не был, поэтому санкций по партийной линии избежал.
В 1951 году Александр Фадеев сумел напечатать в журнале «Новый мир» (№ 9) статью Гурвича «Сила положительного примера», однако об этом немедленно известили Сталина, и «Правда» 28 октября отреагировала новой разгромной статьей «Против рецидивов антипатриотических взглядов в литературной критике». Редакции «Нового мира» в номере № 12 за 1951 год пришлось покаяться: «Основной смысл статьи „Сила положительного примера“ свидетельствует о том, что автор ее, в недавнем прошлом разоблаченный советской общественностью как критик-антипатриот и космополит, не пересмотрел своих взглядов и по существу остался на прежних позициях. А. Гурвич утверждает, что великая русская литература прошлого не создала образа героев, обладающих силой положительного примера… Редакция не сумела разглядеть вредную идеологическую сущность статьи А. Гурвича и проявила недопустимый либерализм в отношении разоблаченных антипатриотических взглядов в литературной критике».
В дальнейшем репрессий в отношении Гурвича не было, но при жизни Сталина страницы журналов были для него закрыты, несмотря на заступничество Фадеева и Михаила Шолохова. С запретом на профессиональную деятельность связано возвращение Гурвича к ранее оставленному им занятию шахматной композицией.
Гурвич активно участвовал в качестве составителя в подготовке сборника «Советский шахматный этюд» (1955). В 1956 году Гурвич получил звание международного арбитра по шахматной композиции. В 1957 году удостоен звания мастера спорта СССР по шахматной композиции.
Умер А. С. Гурвич 18 ноября 1962 года (65 лет) за шахматной доской, хотя врачи давно запретили ему составление этюдов. Он готовился опубликовать памятный сборник этюдов своего друга М. С. Либуркина, но не успел закончить работу над ним. Похоронен на Ваганьковском кладбище.

## Оценки
Константин Паустовский:

Есть люди, при которых увереннее и спокойнее жить на свете, даже если мы их никогда и не видели. Таким человеком в последнее время был Хемингуэй. Довольно того, что он жил где-то. Это одно обстоятельство само по себе было умственной и моральной поддержкой… Таким же редким свойством укреплять жизнь окружающим, сообщать ей повышенную интеллектуальность и ясность обладал и Абрам Гурвич — человек пленительный по своему уму, мягкости и какой-то душевной прозрачности. Всё запутанное, тревожащее, скомканное в жизни и в работе, в том, что мы называем творчеством, как-то легко распутывалось и становилось ясным и светлым, когда к нему неторопливо и с добрым сердцем прикасался этот красивый, мужественный человек, обладавший широким умом и великодушным характером. Статьи его о литературе и театре были отточены, остры и зачастую неожиданны.

Юрий Авербах, Александр Казанцев:

Знаток драматического искусства, он и шахматную композицию рассматривал как театр марионеток, представляющий различные драматические ситуации, возникающие на шахматной доске, И с мерками большого драматического искусства подходил он к своеобразному искусству, которое мы именуем шахматной композицией.

## Творчество

### Литературоведение
Основные литературоведческие работы А. С. Гурвича:
- Три драматурга. Погодин, Олеша, Киршон, М., Гослитиздат, 1936.
- В поисках героя. М.—Л., Искусство, 1938, 349 с. Сборник наиболее значительных статей А. С. Гурвича.
- Образ Ленина в советской драматургии, «Театр», М., 1940, № 1.
- H. Ф. Погодин, в сб.: Театральный альманах, кн. 7, М., 1948.
- Черты современника (Литературно-критические статьи), М., Советский писатель, 1958.
- Литературно-критические статьи. Составитель: А. Борщаговский. М., Художественная литература, 1973, 280 с.

### Шахматная композиция
Авторский сборник «Этюды» был опубликован (вторым изданием) в 1961 году. В этой книге помещены 70 этюдов автора, а также широко известная, основополагающая для Гурвича статья «Шахматная поэзия».

#### Избранные этюды
|   | a | b | c | d | e | f | g | h |   |
| - | --- | --- | --- | --- | --- | --- | --- | --- | - |
| 8 | b8 чёрный слон · b6 белый конь · g6 белая пешка · h6 чёрный король · a3 белый слон · h3 белый король | b8 чёрный слон · b6 белый конь · g6 белая пешка · h6 чёрный король · a3 белый слон · h3 белый король | b8 чёрный слон · b6 белый конь · g6 белая пешка · h6 чёрный король · a3 белый слон · h3 белый король | b8 чёрный слон · b6 белый конь · g6 белая пешка · h6 чёрный король · a3 белый слон · h3 белый король | b8 чёрный слон · b6 белый конь · g6 белая пешка · h6 чёрный король · a3 белый слон · h3 белый король | b8 чёрный слон · b6 белый конь · g6 белая пешка · h6 чёрный король · a3 белый слон · h3 белый король | b8 чёрный слон · b6 белый конь · g6 белая пешка · h6 чёрный король · a3 белый слон · h3 белый король | b8 чёрный слон · b6 белый конь · g6 белая пешка · h6 чёрный король · a3 белый слон · h3 белый король | 8 |
| 7 | b8 чёрный слон · b6 белый конь · g6 белая пешка · h6 чёрный король · a3 белый слон · h3 белый король | b8 чёрный слон · b6 белый конь · g6 белая пешка · h6 чёрный король · a3 белый слон · h3 белый король | b8 чёрный слон · b6 белый конь · g6 белая пешка · h6 чёрный король · a3 белый слон · h3 белый король | b8 чёрный слон · b6 белый конь · g6 белая пешка · h6 чёрный король · a3 белый слон · h3 белый король | b8 чёрный слон · b6 белый конь · g6 белая пешка · h6 чёрный король · a3 белый слон · h3 белый король | b8 чёрный слон · b6 белый конь · g6 белая пешка · h6 чёрный король · a3 белый слон · h3 белый король | b8 чёрный слон · b6 белый конь · g6 белая пешка · h6 чёрный король · a3 белый слон · h3 белый король | b8 чёрный слон · b6 белый конь · g6 белая пешка · h6 чёрный король · a3 белый слон · h3 белый король | 7 |
| 6 | b8 чёрный слон · b6 белый конь · g6 белая пешка · h6 чёрный король · a3 белый слон · h3 белый король | b8 чёрный слон · b6 белый конь · g6 белая пешка · h6 чёрный король · a3 белый слон · h3 белый король | b8 чёрный слон · b6 белый конь · g6 белая пешка · h6 чёрный король · a3 белый слон · h3 белый король | b8 чёрный слон · b6 белый конь · g6 белая пешка · h6 чёрный король · a3 белый слон · h3 белый король | b8 чёрный слон · b6 белый конь · g6 белая пешка · h6 чёрный король · a3 белый слон · h3 белый король | b8 чёрный слон · b6 белый конь · g6 белая пешка · h6 чёрный король · a3 белый слон · h3 белый король | b8 чёрный слон · b6 белый конь · g6 белая пешка · h6 чёрный король · a3 белый слон · h3 белый король | b8 чёрный слон · b6 белый конь · g6 белая пешка · h6 чёрный король · a3 белый слон · h3 белый король | 6 |
| 5 | b8 чёрный слон · b6 белый конь · g6 белая пешка · h6 чёрный король · a3 белый слон · h3 белый король | b8 чёрный слон · b6 белый конь · g6 белая пешка · h6 чёрный король · a3 белый слон · h3 белый король | b8 чёрный слон · b6 белый конь · g6 белая пешка · h6 чёрный король · a3 белый слон · h3 белый король | b8 чёрный слон · b6 белый конь · g6 белая пешка · h6 чёрный король · a3 белый слон · h3 белый король | b8 чёрный слон · b6 белый конь · g6 белая пешка · h6 чёрный король · a3 белый слон · h3 белый король | b8 чёрный слон · b6 белый конь · g6 белая пешка · h6 чёрный король · a3 белый слон · h3 белый король | b8 чёрный слон · b6 белый конь · g6 белая пешка · h6 чёрный король · a3 белый слон · h3 белый король | b8 чёрный слон · b6 белый конь · g6 белая пешка · h6 чёрный король · a3 белый слон · h3 белый король | 5 |
| 4 | b8 чёрный слон · b6 белый конь · g6 белая пешка · h6 чёрный король · a3 белый слон · h3 белый король | b8 чёрный слон · b6 белый конь · g6 белая пешка · h6 чёрный король · a3 белый слон · h3 белый король | b8 чёрный слон · b6 белый конь · g6 белая пешка · h6 чёрный король · a3 белый слон · h3 белый король | b8 чёрный слон · b6 белый конь · g6 белая пешка · h6 чёрный король · a3 белый слон · h3 белый король | b8 чёрный слон · b6 белый конь · g6 белая пешка · h6 чёрный король · a3 белый слон · h3 белый король | b8 чёрный слон · b6 белый конь · g6 белая пешка · h6 чёрный король · a3 белый слон · h3 белый король | b8 чёрный слон · b6 белый конь · g6 белая пешка · h6 чёрный король · a3 белый слон · h3 белый король | b8 чёрный слон · b6 белый конь · g6 белая пешка · h6 чёрный король · a3 белый слон · h3 белый король | 4 |
| 3 | b8 чёрный слон · b6 белый конь · g6 белая пешка · h6 чёрный король · a3 белый слон · h3 белый король | b8 чёрный слон · b6 белый конь · g6 белая пешка · h6 чёрный король · a3 белый слон · h3 белый король | b8 чёрный слон · b6 белый конь · g6 белая пешка · h6 чёрный король · a3 белый слон · h3 белый король | b8 чёрный слон · b6 белый конь · g6 белая пешка · h6 чёрный король · a3 белый слон · h3 белый король | b8 чёрный слон · b6 белый конь · g6 белая пешка · h6 чёрный король · a3 белый слон · h3 белый король | b8 чёрный слон · b6 белый конь · g6 белая пешка · h6 чёрный король · a3 белый слон · h3 белый король | b8 чёрный слон · b6 белый конь · g6 белая пешка · h6 чёрный король · a3 белый слон · h3 белый король | b8 чёрный слон · b6 белый конь · g6 белая пешка · h6 чёрный король · a3 белый слон · h3 белый король | 3 |
| 2 | b8 чёрный слон · b6 белый конь · g6 белая пешка · h6 чёрный король · a3 белый слон · h3 белый король | b8 чёрный слон · b6 белый конь · g6 белая пешка · h6 чёрный король · a3 белый слон · h3 белый король | b8 чёрный слон · b6 белый конь · g6 белая пешка · h6 чёрный король · a3 белый слон · h3 белый король | b8 чёрный слон · b6 белый конь · g6 белая пешка · h6 чёрный король · a3 белый слон · h3 белый король | b8 чёрный слон · b6 белый конь · g6 белая пешка · h6 чёрный король · a3 белый слон · h3 белый король | b8 чёрный слон · b6 белый конь · g6 белая пешка · h6 чёрный король · a3 белый слон · h3 белый король | b8 чёрный слон · b6 белый конь · g6 белая пешка · h6 чёрный король · a3 белый слон · h3 белый король | b8 чёрный слон · b6 белый конь · g6 белая пешка · h6 чёрный король · a3 белый слон · h3 белый король | 2 |
| 1 | b8 чёрный слон · b6 белый конь · g6 белая пешка · h6 чёрный король · a3 белый слон · h3 белый король | b8 чёрный слон · b6 белый конь · g6 белая пешка · h6 чёрный король · a3 белый слон · h3 белый король | b8 чёрный слон · b6 белый конь · g6 белая пешка · h6 чёрный король · a3 белый слон · h3 белый король | b8 чёрный слон · b6 белый конь · g6 белая пешка · h6 чёрный король · a3 белый слон · h3 белый король | b8 чёрный слон · b6 белый конь · g6 белая пешка · h6 чёрный король · a3 белый слон · h3 белый король | b8 чёрный слон · b6 белый конь · g6 белая пешка · h6 чёрный король · a3 белый слон · h3 белый король | b8 чёрный слон · b6 белый конь · g6 белая пешка · h6 чёрный король · a3 белый слон · h3 белый король | b8 чёрный слон · b6 белый конь · g6 белая пешка · h6 чёрный король · a3 белый слон · h3 белый король | 1 |
|   | a | b | c | d | e | f | g | h |   |

Решение:
1. Кb6-d7 (белые пытаются спасти свою пешку) Сc7!

На 1…Сf4 последует 2. Крg4 и 3. Крf5, а если 1… Сa7, то 2. Кe5! Крg7 (иначе 3. Сf8+) 3. Сb2! 

2. Кd7-f8 Сc7-e5! (угрожая 3…Сg7)

3. Крh3-g4! Сe5-b2!

4. Сa3-c5! Сb2-d4! (вечное преследование?)

5. g6-g7!! Кр: g7 (5… С:g7 6. Ce3 мат)

6. Кf8-e6+

Ложный след: 3. Крh3-h4? опровергается после 5. g7 Сf6+, и ничья.
|   | a | b | c | d | e | f | g | h |   |
| - | --- | --- | --- | --- | --- | --- | --- | --- | - |
| 8 | b8 белый слон · g8 чёрный слон · c7 чёрная пешка · h7 чёрный король · d5 чёрная пешка · a3 белый король · e3 белая ладья · a2 белая ладья · h1 чёрный ферзь | b8 белый слон · g8 чёрный слон · c7 чёрная пешка · h7 чёрный король · d5 чёрная пешка · a3 белый король · e3 белая ладья · a2 белая ладья · h1 чёрный ферзь | b8 белый слон · g8 чёрный слон · c7 чёрная пешка · h7 чёрный король · d5 чёрная пешка · a3 белый король · e3 белая ладья · a2 белая ладья · h1 чёрный ферзь | b8 белый слон · g8 чёрный слон · c7 чёрная пешка · h7 чёрный король · d5 чёрная пешка · a3 белый король · e3 белая ладья · a2 белая ладья · h1 чёрный ферзь | b8 белый слон · g8 чёрный слон · c7 чёрная пешка · h7 чёрный король · d5 чёрная пешка · a3 белый король · e3 белая ладья · a2 белая ладья · h1 чёрный ферзь | b8 белый слон · g8 чёрный слон · c7 чёрная пешка · h7 чёрный король · d5 чёрная пешка · a3 белый король · e3 белая ладья · a2 белая ладья · h1 чёрный ферзь | b8 белый слон · g8 чёрный слон · c7 чёрная пешка · h7 чёрный король · d5 чёрная пешка · a3 белый король · e3 белая ладья · a2 белая ладья · h1 чёрный ферзь | b8 белый слон · g8 чёрный слон · c7 чёрная пешка · h7 чёрный король · d5 чёрная пешка · a3 белый король · e3 белая ладья · a2 белая ладья · h1 чёрный ферзь | 8 |
| 7 | b8 белый слон · g8 чёрный слон · c7 чёрная пешка · h7 чёрный король · d5 чёрная пешка · a3 белый король · e3 белая ладья · a2 белая ладья · h1 чёрный ферзь | b8 белый слон · g8 чёрный слон · c7 чёрная пешка · h7 чёрный король · d5 чёрная пешка · a3 белый король · e3 белая ладья · a2 белая ладья · h1 чёрный ферзь | b8 белый слон · g8 чёрный слон · c7 чёрная пешка · h7 чёрный король · d5 чёрная пешка · a3 белый король · e3 белая ладья · a2 белая ладья · h1 чёрный ферзь | b8 белый слон · g8 чёрный слон · c7 чёрная пешка · h7 чёрный король · d5 чёрная пешка · a3 белый король · e3 белая ладья · a2 белая ладья · h1 чёрный ферзь | b8 белый слон · g8 чёрный слон · c7 чёрная пешка · h7 чёрный король · d5 чёрная пешка · a3 белый король · e3 белая ладья · a2 белая ладья · h1 чёрный ферзь | b8 белый слон · g8 чёрный слон · c7 чёрная пешка · h7 чёрный король · d5 чёрная пешка · a3 белый король · e3 белая ладья · a2 белая ладья · h1 чёрный ферзь | b8 белый слон · g8 чёрный слон · c7 чёрная пешка · h7 чёрный король · d5 чёрная пешка · a3 белый король · e3 белая ладья · a2 белая ладья · h1 чёрный ферзь | b8 белый слон · g8 чёрный слон · c7 чёрная пешка · h7 чёрный король · d5 чёрная пешка · a3 белый король · e3 белая ладья · a2 белая ладья · h1 чёрный ферзь | 7 |
| 6 | b8 белый слон · g8 чёрный слон · c7 чёрная пешка · h7 чёрный король · d5 чёрная пешка · a3 белый король · e3 белая ладья · a2 белая ладья · h1 чёрный ферзь | b8 белый слон · g8 чёрный слон · c7 чёрная пешка · h7 чёрный король · d5 чёрная пешка · a3 белый король · e3 белая ладья · a2 белая ладья · h1 чёрный ферзь | b8 белый слон · g8 чёрный слон · c7 чёрная пешка · h7 чёрный король · d5 чёрная пешка · a3 белый король · e3 белая ладья · a2 белая ладья · h1 чёрный ферзь | b8 белый слон · g8 чёрный слон · c7 чёрная пешка · h7 чёрный король · d5 чёрная пешка · a3 белый король · e3 белая ладья · a2 белая ладья · h1 чёрный ферзь | b8 белый слон · g8 чёрный слон · c7 чёрная пешка · h7 чёрный король · d5 чёрная пешка · a3 белый король · e3 белая ладья · a2 белая ладья · h1 чёрный ферзь | b8 белый слон · g8 чёрный слон · c7 чёрная пешка · h7 чёрный король · d5 чёрная пешка · a3 белый король · e3 белая ладья · a2 белая ладья · h1 чёрный ферзь | b8 белый слон · g8 чёрный слон · c7 чёрная пешка · h7 чёрный король · d5 чёрная пешка · a3 белый король · e3 белая ладья · a2 белая ладья · h1 чёрный ферзь | b8 белый слон · g8 чёрный слон · c7 чёрная пешка · h7 чёрный король · d5 чёрная пешка · a3 белый король · e3 белая ладья · a2 белая ладья · h1 чёрный ферзь | 6 |
| 5 | b8 белый слон · g8 чёрный слон · c7 чёрная пешка · h7 чёрный король · d5 чёрная пешка · a3 белый король · e3 белая ладья · a2 белая ладья · h1 чёрный ферзь | b8 белый слон · g8 чёрный слон · c7 чёрная пешка · h7 чёрный король · d5 чёрная пешка · a3 белый король · e3 белая ладья · a2 белая ладья · h1 чёрный ферзь | b8 белый слон · g8 чёрный слон · c7 чёрная пешка · h7 чёрный король · d5 чёрная пешка · a3 белый король · e3 белая ладья · a2 белая ладья · h1 чёрный ферзь | b8 белый слон · g8 чёрный слон · c7 чёрная пешка · h7 чёрный король · d5 чёрная пешка · a3 белый король · e3 белая ладья · a2 белая ладья · h1 чёрный ферзь | b8 белый слон · g8 чёрный слон · c7 чёрная пешка · h7 чёрный король · d5 чёрная пешка · a3 белый король · e3 белая ладья · a2 белая ладья · h1 чёрный ферзь | b8 белый слон · g8 чёрный слон · c7 чёрная пешка · h7 чёрный король · d5 чёрная пешка · a3 белый король · e3 белая ладья · a2 белая ладья · h1 чёрный ферзь | b8 белый слон · g8 чёрный слон · c7 чёрная пешка · h7 чёрный король · d5 чёрная пешка · a3 белый король · e3 белая ладья · a2 белая ладья · h1 чёрный ферзь | b8 белый слон · g8 чёрный слон · c7 чёрная пешка · h7 чёрный король · d5 чёрная пешка · a3 белый король · e3 белая ладья · a2 белая ладья · h1 чёрный ферзь | 5 |
| 4 | b8 белый слон · g8 чёрный слон · c7 чёрная пешка · h7 чёрный король · d5 чёрная пешка · a3 белый король · e3 белая ладья · a2 белая ладья · h1 чёрный ферзь | b8 белый слон · g8 чёрный слон · c7 чёрная пешка · h7 чёрный король · d5 чёрная пешка · a3 белый король · e3 белая ладья · a2 белая ладья · h1 чёрный ферзь | b8 белый слон · g8 чёрный слон · c7 чёрная пешка · h7 чёрный король · d5 чёрная пешка · a3 белый король · e3 белая ладья · a2 белая ладья · h1 чёрный ферзь | b8 белый слон · g8 чёрный слон · c7 чёрная пешка · h7 чёрный король · d5 чёрная пешка · a3 белый король · e3 белая ладья · a2 белая ладья · h1 чёрный ферзь | b8 белый слон · g8 чёрный слон · c7 чёрная пешка · h7 чёрный король · d5 чёрная пешка · a3 белый король · e3 белая ладья · a2 белая ладья · h1 чёрный ферзь | b8 белый слон · g8 чёрный слон · c7 чёрная пешка · h7 чёрный король · d5 чёрная пешка · a3 белый король · e3 белая ладья · a2 белая ладья · h1 чёрный ферзь | b8 белый слон · g8 чёрный слон · c7 чёрная пешка · h7 чёрный король · d5 чёрная пешка · a3 белый король · e3 белая ладья · a2 белая ладья · h1 чёрный ферзь | b8 белый слон · g8 чёрный слон · c7 чёрная пешка · h7 чёрный король · d5 чёрная пешка · a3 белый король · e3 белая ладья · a2 белая ладья · h1 чёрный ферзь | 4 |
| 3 | b8 белый слон · g8 чёрный слон · c7 чёрная пешка · h7 чёрный король · d5 чёрная пешка · a3 белый король · e3 белая ладья · a2 белая ладья · h1 чёрный ферзь | b8 белый слон · g8 чёрный слон · c7 чёрная пешка · h7 чёрный король · d5 чёрная пешка · a3 белый король · e3 белая ладья · a2 белая ладья · h1 чёрный ферзь | b8 белый слон · g8 чёрный слон · c7 чёрная пешка · h7 чёрный король · d5 чёрная пешка · a3 белый король · e3 белая ладья · a2 белая ладья · h1 чёрный ферзь | b8 белый слон · g8 чёрный слон · c7 чёрная пешка · h7 чёрный король · d5 чёрная пешка · a3 белый король · e3 белая ладья · a2 белая ладья · h1 чёрный ферзь | b8 белый слон · g8 чёрный слон · c7 чёрная пешка · h7 чёрный король · d5 чёрная пешка · a3 белый король · e3 белая ладья · a2 белая ладья · h1 чёрный ферзь | b8 белый слон · g8 чёрный слон · c7 чёрная пешка · h7 чёрный король · d5 чёрная пешка · a3 белый король · e3 белая ладья · a2 белая ладья · h1 чёрный ферзь | b8 белый слон · g8 чёрный слон · c7 чёрная пешка · h7 чёрный король · d5 чёрная пешка · a3 белый король · e3 белая ладья · a2 белая ладья · h1 чёрный ферзь | b8 белый слон · g8 чёрный слон · c7 чёрная пешка · h7 чёрный король · d5 чёрная пешка · a3 белый король · e3 белая ладья · a2 белая ладья · h1 чёрный ферзь | 3 |
| 2 | b8 белый слон · g8 чёрный слон · c7 чёрная пешка · h7 чёрный король · d5 чёрная пешка · a3 белый король · e3 белая ладья · a2 белая ладья · h1 чёрный ферзь | b8 белый слон · g8 чёрный слон · c7 чёрная пешка · h7 чёрный король · d5 чёрная пешка · a3 белый король · e3 белая ладья · a2 белая ладья · h1 чёрный ферзь | b8 белый слон · g8 чёрный слон · c7 чёрная пешка · h7 чёрный король · d5 чёрная пешка · a3 белый король · e3 белая ладья · a2 белая ладья · h1 чёрный ферзь | b8 белый слон · g8 чёрный слон · c7 чёрная пешка · h7 чёрный король · d5 чёрная пешка · a3 белый король · e3 белая ладья · a2 белая ладья · h1 чёрный ферзь | b8 белый слон · g8 чёрный слон · c7 чёрная пешка · h7 чёрный король · d5 чёрная пешка · a3 белый король · e3 белая ладья · a2 белая ладья · h1 чёрный ферзь | b8 белый слон · g8 чёрный слон · c7 чёрная пешка · h7 чёрный король · d5 чёрная пешка · a3 белый король · e3 белая ладья · a2 белая ладья · h1 чёрный ферзь | b8 белый слон · g8 чёрный слон · c7 чёрная пешка · h7 чёрный король · d5 чёрная пешка · a3 белый король · e3 белая ладья · a2 белая ладья · h1 чёрный ферзь | b8 белый слон · g8 чёрный слон · c7 чёрная пешка · h7 чёрный король · d5 чёрная пешка · a3 белый король · e3 белая ладья · a2 белая ладья · h1 чёрный ферзь | 2 |
| 1 | b8 белый слон · g8 чёрный слон · c7 чёрная пешка · h7 чёрный король · d5 чёрная пешка · a3 белый король · e3 белая ладья · a2 белая ладья · h1 чёрный ферзь | b8 белый слон · g8 чёрный слон · c7 чёрная пешка · h7 чёрный король · d5 чёрная пешка · a3 белый король · e3 белая ладья · a2 белая ладья · h1 чёрный ферзь | b8 белый слон · g8 чёрный слон · c7 чёрная пешка · h7 чёрный король · d5 чёрная пешка · a3 белый король · e3 белая ладья · a2 белая ладья · h1 чёрный ферзь | b8 белый слон · g8 чёрный слон · c7 чёрная пешка · h7 чёрный король · d5 чёрная пешка · a3 белый король · e3 белая ладья · a2 белая ладья · h1 чёрный ферзь | b8 белый слон · g8 чёрный слон · c7 чёрная пешка · h7 чёрный король · d5 чёрная пешка · a3 белый король · e3 белая ладья · a2 белая ладья · h1 чёрный ферзь | b8 белый слон · g8 чёрный слон · c7 чёрная пешка · h7 чёрный король · d5 чёрная пешка · a3 белый король · e3 белая ладья · a2 белая ладья · h1 чёрный ферзь | b8 белый слон · g8 чёрный слон · c7 чёрная пешка · h7 чёрный король · d5 чёрная пешка · a3 белый король · e3 белая ладья · a2 белая ладья · h1 чёрный ферзь | b8 белый слон · g8 чёрный слон · c7 чёрная пешка · h7 чёрный король · d5 чёрная пешка · a3 белый король · e3 белая ладья · a2 белая ладья · h1 чёрный ферзь | 1 |
|   | a | b | c | d | e | f | g | h |   |

Решение:
1. Лe3-c3! d5-d4 

2. Лa2-h2+!! Фh1:h2 

3. Лc3:c7+ Крh7-h8 

4. Лc7-h7+!! Фh2:h7 

5. Сb8-e5+ Фh7-g7 

6. Сe5:d4! Фg7:d4 пат

#### Статья «Шахматная поэзия»

##### Содержание
Первая редакция этой теоретико-критической статьи была опубликована в сборнике «Советский шахматный этюд» (1955), вторая, существенно дополненная — в авторском сборнике «Этюды». Немецкий перевод «Этюдов» (Meisterwerke der Endspielkuns) вместе со статьёй издан в Берлине (1964, 2-е издание: 1983). В статье ярко и художественно излагаются эстетические принципы, которыми руководствовались сам Гурвич и лучшие представители советской этюдной школы. Эти принципы иллюстрируются на примере 70 избранных этюдов разных авторов.
Гурвич рассматривает шахматную игру как условную, но увлекательную, многокрасочную, богатую спортивными и эстетическими мотивами модель человеческой борьбы. И в игровых партиях, и (особенно) в шахматных этюдах важной составляющей оценки игры является красота (замысла, комбинации, тонкого манёвра и т. п.), что позволяет говорить о «шахматном искусстве» и называть этюды «шахматной поэзией».
Гурвич, неоднократно выступавший как судья этюдных конкурсов, формулирует главные эстетические критерии оценки шахматного этюда.
1. Этюд тем лучше, чем ближе его построение и содержание к реальной шахматной игре (включая естественность начальной позиции) и чем полнее раскрываются возможности участвующих в игре фигур.
2. Художественной сутью этюда является красота мысли, красота комбинации. Игра должна быть остроумной, содержать неожиданные моменты («пуанты»), не встроенные в начальную позицию, но закономерно из неё возникающие.

Гурвич требовал, чтобы этюд содержал необычную игру при достаточно обычном, максимально экономном и естественном построении. Он привёл многочисленные примеры лучших этюдов разных авторов, успешно реализующих этот тезис. В противовес этому подходу Гурвич осудил популярное, преимущественно в первой половине XX века, так называемое «романтическое» направление, которое осуществляло в этюдах оригинальные, парадоксальные идеи ценой неуклюжих начальных позиций с противоестественным нагромождением фигур. Гурвич считает, что никакая оригинальность не оправдывает отрыва этюда от практической игры, любая идея должна сочетать красоту формы с красотой содержания.
Во второй редакции статьи Гурвич с одобрением отмечает, что талантливый этюдист Владимир Корольков, который за пренебрежение формой подвергался критике в первой редакции, стал уделять эстетике этюда больше внимания и при этом его новые этюды сохранили оригинальность и красоту идей.
В заключении статьи автор рассматривает возможные пути дальнейшего развития этюдной композиции. Он скептически расценивает модную тему «систематического движения» фигур, поскольку она сама по себе не может послужить самостоятельной темой этюда, только лишь в сочетании с полноценной красивой игрой она украшает этюд. Гурвич уверен, что лучший путь развития этюда состоит в дальнейшей реализации указанных выше эстетических критериев. Этюды должны сочетать в себе «силу и изящество, естественность и оригинальность, простоту и трудность, строжайший режим экономии в средствах и богатство содержания», открывать «красоту в силе и силу в красоте».

##### Критика
Статья Гурвича вызвала всеобщий интерес и оживлённую полемику, где высказывались самые разные точки зрения, от безоговорочной поддержки до решительного неприятия. Главный теоретик «романтизма» Александр Гербстман объявил принципы Гурвича «эстетической несуразицей» и расценил как «вето на многофигурность». Другие этюдисты предостерегли, что подход Гурвича нельзя представлять вульгарно-упрощённо как запрет многофигурных этюдов. Филипп Бондаренко заявил, что в статье Гурвич допустил «тенденциозные выводы», и обвинил Гурвича в том, что он сравнивал хорошие классические этюды с плохими «романтическими».
Владимир Корольков в своём очерке «Творческая автобиография» (1958 год) оценил «высокие творческие достижения, большую требовательность и тонкий вкус» Гурвича, однако отметил, что он «зачастую в угоду ложно понятому принципу экономии забывает о других не менее важных художественных принципах», и это приводит к художественным просчётам. Корольков обстоятельно описал свои разногласия с принципами Гурвича: «В практике последних лет стало заметным преувеличенное внимание некоторых композиторов к игровой стороне этюда в ущерб глубине и оригинальности замысла», то есть финальная позиция для «романтиков» важнее, чем игра. Гурвич во второй редакции статьи парировал это замечание, указав, что замысел, не доказанный яркой игрой, мёртв и неинтересен. По мнению Королькова, «нельзя отказываться от нового и интересного замысла лишь потому, что это приводит к „нагромождению материала“ и „неэстетичной форме“». Гурвич напомнил в ответ постулат искусствоведения: все идеи существуют только когда они выражены в эстетической форме.
Г. А. Миронов, детально проанализировав идейные платформы участников дискуссии, считает, что «очень интересная и содержательная» статья Гурвича нанесла тяжёлый удар по псевдореволюционным теориям «романтиков». Международный мастер и международный арбитр Евгений Умнов высоко оценил статью Гурвича как «наиболее полное и совершенное изложение художественных принципов этюдной композиции». Он отмечает, что после 1960-х годов «романтические» произведения практически перестали появляться среди призёров мировых конкурсов.
Юрий Авербах, Александр Казанцев в некрологе Гурвича разделяют мотивы его статьи:

Нет, пожалуй, ни одного мастера шахматной поэзии, который не почувствовал бы на себе облагораживающего влияния взглядов Гурвича. Гурвич ратовал за жизненность формы и идей в шахматных этюдах, он был врагом механистичности, высмеивал безвкусицу формы, не принимал позиции, напоминавшие свалку фигур в коробке, всегда хотел, чтобы «новелла» из жизни шахмат походила на шахматную «жизнь».

Близкую к Гурвичу эстетическую позицию высказал Генрих Каспарян.
Основные положения статьи Гурвича вошли в «Шахматный кодекс СССР» (11-е издание, 1981), глава «Правила шахматной композиции», раздел «Художественные требования». Важнейшими из них кодекс признаёт выразительность замысла (статья 12), экономичность формы (статья 13) и красоту решения (статья 14).